# 텍사스 전기톱 연쇄살인사건
《텍사스 전기톱 연쇄살인사건》(영어: The Texas Chainsaw Massacre)은 미국에서 제작된 마르쿠스 니스펠 감독의 2003년 슬래셔 영화이다. 제시카 빌, 조너선 터커 등이 출연하였고, 마이클 베이 등이 제작에 참여하였다.

## 출연
- 제시카 빌
- 조너선 터커
- 에리카 리어슨
- 마이크 보걸
- 에릭 밸포
- 데이비드 도프먼
- R. 리 어미

## 기타 제작진
- 공동 제작: 조 디슈너, 토비 후퍼, 킴 헹클
- 협력 제작: 팻 샌드스턴, 매슈 코핸
- 배역: 리사 필즈
- 미술: 그레그 블레어
- 의상: 보비 매닉스
- 조연출: 랜디 플레처, 필립 하디지